# .tl
.tl je internetová národní doména nejvyššího řádu pro Východní Timor. Původní zkratka .tp neodpovídala standardu ISO 3166-1, kde Východnímu Timoru přísluší zkratka TL. Podle pravidel obdrží zájemce při registraci domény .tp automaticky doménu .tl.